# Monte Carlo Masters 2007
Il Monte Carlo Masters 2007 è stato un torneo di tennis giocato sulla terra rossa. È stata la 100ª edizione del Monte Carlo Masters, che faceva parte della categoria ATP Masters Series nell'ambito dell'ATP Tour 2007. Si è giocato al Monte Carlo Country Club di Roquebrune-Cap-Martin in Francia vicino a Monte Carlo, dal 14 al 22 aprile 2007.

## Campioni

### Singolare
Rafael Nadal ha battuto in finale  Roger Federer con il punteggio di 6–4, 6–4.

### Doppio
Bob Bryan /  Mike Bryan hanno battuto in finale  Julien Benneteau /  Richard Gasquet con il punteggio di 6–2, 6–1.